# Edain
Gli Edain (singolare Adan) sono una popolazione di Arda, l'universo immaginario fantasy creato dallo scrittore inglese J.R.R. Tolkien. Furono chiamati così quegli Uomini che vissero nel Beleriand durante la Prima Era, ed erano amichevoli con gli Elfi.
La parola sindarin Adan, Edain (come quella quenya Atan, Atani) significa letteralmente "Seconda Gente", e venne originariamente riferito a tutta la razza degli Uomini, che furono i secondogeniti tra i Figli di Ilúvatar, ma più tardi rimase solamente agli Uomini del Beleriand e ai loro discendenti.

## Suddivisioni
Essi si divisero in tre grandi case o tribù, per cui spesso sono detti "Uomini delle tre Case". Queste erano la Casa di Bëor, la Casa di Haleth e la Casa di Hador. 
I Bëoriani e gli Hadoriani parlavano un linguaggio comune, che condividevano da ancor prima di stabilirsi nel Beleriand. La lingua degli Haladin, invece, era completamente differente da queste due.
La Casa di Bëor si estinse quasi del tutto ad opera di Morgoth, e i pochi sopravvissuti si unirono cogli Hadoriani a formare la popolazione dei Númenóreani. Sembra che gli Haladin del Beleriand furono completamente sterminati, poiché di loro non si seppe più nulla. Quando i Númenóreani tornarono nella Terra di Mezzo, nella Seconda Era, incontrarono molti Uomini che erano chiaramente imparentati con gli Edain: essi chiamarono questi Uomini Uomini di Mezzo, e stabilirono con essi relazioni amichevoli.
Altri Uomini, come i Dunlandiani, non furono riconosciuti come Uomini di Mezzo, poiché erano più imparentati con gli Haladin rispetto ai Bëoriani o agli Hadoriani, e li considerarono ostili.
Un altro popolo discendente dalla Seconda Casa consisteva in coloro che chiamarono se stessi Drûgin. Questo nome fu adattato in Sindarin nella forma Drúedain (unione di Drûg e Edain). Costoro erano strane genti; vivevano in principio assieme agli Haladin nella foresta di Brethil, ma se ne persero le tracce prima dell'Akallabêth. Nella Terza Era i loro lontani discendenti, i Woses, abitavano la Foresta di Drúadan, ai piedi della collina di Eilenach, in Anórien, e aiutarono gli alleati di Gondor a rompere l'assedio delle forze di Sauron cui la città era sottoposta.

### Casa di Bëor
Fu la più antica delle tre case ad essersi alleate con gli Elfi nella Prima Era. I membri della Casa di Bëor erano scuri di capelli e di fisico robusto, e più rassomiglianti ai Noldor rispetto a tutti gli altri Elfi: tipicamente alti, di statura non dissimile da quella dei Noldor, tra i 180 e i 195 cm per i maschi e tra i 170 e i 180 per le donne. Furono in principio scoperti da Finrod Felagund, Signore di Nargothrond, e sotto la sua guida giunsero fino alle terre del Signore dei Noldorin, Amrod, in un luogo poi nominato Estolad. Rimasero leali alla Casa di Finarfin, e più tardi si stabilirono nelle terre di Dorthonion.
Capostipite di questa casa fu Bëor il Vecchio, originariamente veniva chiamato Balan, primo uomo a viaggiare attraverso il Beleriand all'incirca nell'anno 305 della Prima Era. Egli incontrò Finrod Felagund, che guidò lui e la sua gente presso l'Estolad, ad est del Doriath; Bëor alla fine prese servizio presso Finrod a Nargothrond, dove rimase fino alla morte, avvenuta a 93 anni. Il suo nome, Bëor, deriva da una parola della lingua Bëoriana che significa "vassallo".
I successori di Bëor furono Baran, che partì per Nargothrond, Belen, Bereg, che insoddisfatto dell'Estolad, prese con sé parte della sua gente per condurla verso una destinazione sconosciuta, scomparendo dagli annali storici, Boron, Boromir, a cui fu assegnato il regno della terra di Ladros nel Dorthonion come vassallo, Bregor, Bregolas, che morì nella Dagor Bragollach, Barahir, Beren, che rubò il Silmaril dalla corona di Morgoth e sposò Lúthien, e Baragund, padre di Morwen e nonno di Túrin Turambar.
La Casa di Bëor cessò di essere una casa indipendente dopo la Dagor Bragollach, ma di quelli che sopravvissero, la maggior parte si trasferì a Númenor. Si dice che qui essi parlassero molto di più il Sindarin rispetto all'Adûnaico; inoltre è stato notato che i discendenti dei Bëoriani avessero un arco di vita relativamente più breve comparati con gli altri Númenóreani. Erendis era un discendente di Beleth, figlia di Bregolas della Casa di Bëor.

### Casa di Haleth
La Seconda Casa, conosciuta in seguito come Haladin o "Casa di Haleth" o anche come "Uomini del Brethil". Essi discendevano da Haldad, ma il nome della loro casata deriva dalla figlia di Haldad, Haleth, poiché quest'ultima li condusse via dalle contrade del Beleriand dell'Est oltre il fiume Sirion, nella regione del Brethil.
Le genti del Popolo di Haleth avevano occhi e capelli scuri; assomigliavano perciò alla Casa di Bëor, ma erano "più bassi e più tozzi, di carattere più risoluto ma meno agili. Essi erano meno interessati alle leggende ed erano di poche parole; essi non amavano i grandi raduni di uomini e molti tra loro preferivano la solitudine, passeggiando liberi nel verde." Questo popolo si manteneva separato dalle altre Case, tanto più che non vi erano matrimoni che li legavano ai Bëorniani né alle genti della Casa di Hador. Inoltre parlavano una lingua differente.
Le principali guide di questo popolo furono in ordine Haleth, Haldan, Halmir, Haldir, Handir, Brandir e Hardang.

### Casa di Hador
La Casa di Marach o, come venne detta poi, "Casa di Hador", a differenza delle altre case, era composta da individui alti e biondi, somiglianti agli Elfi Vanyar; di statura particolarmente elevata, i maschi potevano essere alti mediamente tra i 200 e i 220 cm. Era una tribù molto numerosa e guerrafondaia, e gli Elfi Verdi dell'Ossiriand li temevano.
Il nome deriva dal suo primo capo Marach; tuttavia successivamente prese il nome da uno dei suoi discendenti, Hador. Questa casa fu la più grande delle tre Case degli Edain, e la maggior parte degli eroi della Prima Era era membro di essa. Fra i più grandi discendenti di questa casa vi furono Hador, Adanel, Húrin, Túrin Turambar, Huor, Tuor e Eärendil.
Sotto Marach erano una tribù dedita alla guerra, unita nel linguaggio e nel comportamento alla Casa di Bëor, e si stabilirono nell'Estolad non molto tempo dopo i Bëoriani e gli Haladin, i membri della Seconda Casa. Essi rimasero in quel luogo molto a lungo, fintantoché non gli fu concesso come feudo il Dor-lómin sotto Hador Lórindol. Dopo di ciò la Casa prese il nome di Casa di Hador.
La maggior parte degli Edain sopravvissuti alla Guerra d'Ira appartenevano a questa Casa, e per questo divennero la maggior parte del popolo di Númenor.
Molti uomini che risiedevano nelle parti occidentali e nord-occidentali della Terra di Mezzo nella Seconda, Terza e Quarta Età (come i Rohirrim, gli indigeni eriadoriani e gli Uomini di Dale) erano discendenti di quelli della Casa di Hador che mai avevano varcato i Monti Azzurri e mai erano giunti nel Beleriand, o che ne erano ritornati indietro intimoriti dal potere di Morgoth.

## Gli Atanatári
Atanatári è una parola Quenya (plur. di Atanatar) che vuole dire padri di uomini. Gli Atanatári sono gli antenati degli Edain, secondo altre interpretazioni invece gli Atanatári sarebbero gli antenati di tutti gli uomini della Terra di Mezzo.